# Zhouwen
Zhouwen (chinesisch 籀文, Pinyin zhòuwén), auch Zhoushu (chinesisch 籀書 / 籀书), bezeichnet einen antiken in der Zeit der Zhou-Dynastie (周朝) verwendeten Schriftstil. Der Begriff wird meist mit der Großen Siegelschrift (chinesisch 大篆, Pinyin dàzhuàn) gleichgesetzt.
Sein Name rührt daher, weil die Schrift in dem Wörterbuch Shizhoupian (chinesisch 史籀篇, Pinyin Shǐzhòupiān) verwendet wurde.